# 王充
王 充（おう じゅう、建武3年（27年） - 永元9年（97年）頃）は、後漢の文人・思想家。字は仲任。会稽郡上虞県の人。讖緯説や旧伝などの非合理を批判し合理的なものを追求した『論衡』を著す。その著書において儒教に対しても厳しい批判を行なっていることから、北宋以降は異端視されて省みられることがなかった。逆に1970年代の中華人民共和国での儒教批判運動の中では、孔子批判の先駆者として評価されたりもした。
王充は、幼時から周りの子がする遊びを好まず、父から奇特だとされた。六歳で学習を開始し、「礼」と「敬」が身について、両親や地元の人々から責められる事がなかった。八歳で書館に通い、そこでも失敗すらなかった。班固の父の班彪に師事し、その生涯のほとんどを地方の一小官吏として過ごしたが、晩年は家に戻り著述に専念した。

## 生涯
自伝ともいうべき『論衡』自紀篇に拠れば、先祖は魏郡元城県の人だったが、従軍で功績があって会稽郡に陽亭として着任していた。そこで土地の者と諍いを起こし、難を逃れるために祖父の王汎のときに銭唐県に移り住み、商業で生計を立てた。王汎の子には王蒙・王誦という二人の子供がいた。次男の王誦が王充の父親である。王充は後漢の光武帝の建武3年（27年）に、会稽郡上虞県に生まれた。王誦は、先祖譲りの義侠心が強く、それが災いして勢力家の丁伯らの恨みを買い、一家そろって上虞県に移り住むことになった。
幼少のときから人に馬鹿にされることを嫌って、子どもたちと蝉取りや木登りなどをして遊ぶこともなく、6歳の時、読み書きを教えられた。8歳の頃から書館（学校）に出入りして勉強を始め、師について『論語』と『書経』を学んだ。やがて経書に精通するようになり、独自の学門家級をして師のもとを離れる。
青年時に、都の洛陽に出て太学で班彪（『漢書』の著者の班固の父）に師事して学問を修めた。王充は、「少（わか）くして孤（みなしご）（『後漢書』王充伝）になったと伝えられた。洛陽にいた頃は貧しくて書物を購入することができず、市場の書店で立ち読みして内容を暗記し、ついに諸子百家の学問に通じるようになったというエピソードも伝えられる。
王充は、当時のオーソドックスな学風を好まなかった。「博覧を好んで章句を守らず」（『後漢書』王充伝）と、一経専門の伝統的な家法によって経典を解釈する、いわゆる章句の学を好まず、従来の枠にとらわれない自由な学問研究を志した。
学問を修めた後に郷里に戻って地方行政の下級官吏となったが、上司との意見が合わず、出世することはなかった。30歳代で官職を辞し、郷里の子弟に学問を教えながら、自身は書物・俗説の虚実を見極めようとし、著述に打ち込むようになった。「譏俗」「政務」などを著したものの満足せず、王充の目で見て合理的とはいえない讖緯・陰陽五行説などが流行していたことを遺憾として、のちの『論衡』につながる著作を開始したとみられている。書物は現存していないが、『論衡』と同じように批判精神に富んだ筆致であるか、あるいは『論衡』の中に収められている可能性もあるとみられている。
元和3年（86年）には揚州刺史の董勤に召されて60歳で治中従事史となり、仕事のために著作の意志が弱まったようだが、章和2年（88年）には辞任して隠棲することとなった。隠棲した後にも、同郷の友人の謝夷吾が和帝に上書して登用を薦めたが、王充はもはや病を得ており出仕することはなかった。この後に「養性」16編を著したというがこれも現存しておらず、あるいは『論衡』の中に収められている可能性もあるとみられている。こうして『論衡』の完成に情熱を注ぎいれ、永元年間（89年 - 105年）に、病のために生涯を終えた。『後漢書』王充伝には「永元中、病卒于家」とある。また『論衡』自紀篇に七十歳の心境を語っているように、永元9年（97年）以降の死去と見られている。

## 王充の名言
- 人の力でどうにもならぬこともある

賢不賢は、才なればなり。遇不遇は、時なればなり。賢不賢、才也。遇不遇、時也。『論衡』逢遇篇
訳は、賢いか、賢くないかは、才能による。好機にめぐりあうかあわないかは、時節による。
一個人の力では実現できないことに出くわした時、人はあきらめの境地に達するのではないかと王充は表しているとみる。だが、優秀な才能を備えている人だからといって好機にめぐりあうかどうかはわからず、才能の無い者であっても好機を得る事もあるのである。ここの【遇】すなわち、好機とは、具体的には君主にめぐりあっての登用されるラッキーチャンスを指しているが、【遇】か【不遇】かは、まさに一個人の力ではどうすることもできない領域の事柄である。実は、この「遇不遇」論は、【論衡】に始まったことでなく、古くは、戦国時代の一次資料に見えている。
- 運命は変えられない

凡人（ひと）命（めい）を受くるは、父母気を施すの時に在り、已に吉凶を得。凡人受命、在父母施気之時、已得吉凶矣。『論衡』命義篇
訳は、人が命を受けるのは、父母が気をおよぼす時のことであり、その時にすでに吉凶の運命が決まっている。
人はどうすれば幸せになれるのか。幸せとは何か。王充は、このような人間の普遍的な問いに対し、人の吉凶禍福は、両親が交合した時点ですでに決まっていると説明した。王充によれば、賦与された「命」の内容は、気の「自然」のはたらきによって発現する。命貧賤に当たれば、之を富貴にすと雖も、猶お禍患に渉り、〔其の富貴を失う。〕命富貴に当たれば、之を貧賤にすと雖も、猶お福善に逢い、〔其の貧賤を離る。〕故に、命の貴なるは賤地従り自ら達し、命の賤なるは富位従り自ら危うし。『論衡』命禄篇
稟受した命が将来貧賤になるようになっていれば、その人を富貴の状態に置いたとしても、やはりわざわいにあって、その富貴の状態をうしなう。稟受した命が将来富貴になるようになっていれば、その人を貧賤の状態においたとしても、やはり幸せになるのであって、その貧賤の状態を離れる。王充によれば、賦与された「命」の内容と逆の立場に強制的に置かれたとしても、最終的に定められた方向へ進み、然るべき居場所に定着する。これこそ、「自然」のはたらきによる「命」の発現である。「自然」のしくみの中にある自らの命運が改変不可能であることを知る時に、人は、人為と「自然」との差異を認識し、「自然」との折り合いをつけることになる。その折り合いのつけかたは、王充の場合、「自然」をよく理解し、そこへ人為をどこまで組み込ませることができるか、という「自然」の中での人為のギリギリの有効性を追求した積極的なものであった。「然るに自然と雖も、亦た有為の輔助を須む（自然とはいっても、やはり有為という輔助を必要とするのだ）」『論衡』自然篇
- 優秀な文人は国の誇り

文人の休は、国の府なり。文人之休、國之府也。『論衡』佚文篇
訳は、文人が立派であることは、国家のめでたいしるしである。
超奇篇によると、王充は、鴻儒ー文人ー通人ー儒生ー俗人という知識人の差等を考えていた。このうち、鴻儒はずば抜けて優れていてめったにいないとされている。文人は、せいぜい意見書レベルの著作どまりであるが、通人とはちがって文の作成能力を有している。王充は、佚文篇の末尾で文人の役割を述べ、最後に自らの『論衡』を登場させ、「虚妄を疾む」著作であることを述べて篇を締め括っている。なぜ王充は、自著『論衡』を佚文篇の末尾に置いた理由は、文人が大勢輩出され優れた文が盛んに書き記されている漢代という聖世に、確かに生きて文筆活動を行なっている自らも文字どおりその末席に列なっていることを表明したい、という意識からくるものといわれている。王充は、佚文篇の末尾に『論衡』を置くことによって、少なくとも自らを漢代の文人の1人として位置づけたのである。そして以下の通り文人の役割が示された。
- 知識を得るには学問に励め

人材に高下有り、物を知るは学に由る。之を学べば乃ち知り、問わざれば識らず。
人才有高下、知物由學。學之乃知、不問不識。『論衡』実知篇
訳は、人の才能に上下あるが、知識を得るのは学問による。学問すれば知るが、学問しなければ、理解できない。
この文章は、実は王充の聖人観の一端をうかがうための資料であると言われている。
実知篇には、以下のような儒者の聖人論が掲載されている。
千年の前のことを知り、万世の後のことを知り、だれにも見えないものを見る能力やだれにも聞こえないものを聞く能力をもっている。できごとが起こることそれに命名し、学ばなくとも自力で知り、問わなくても自力で理解するので、これを聖という。聖とは、神(人知では測り知れないずば抜けた能力)である。これによれば、儒者の考える聖人とは、生まれながらにして何事も知り理解する能力をそなえている存在、ということになる。しかし、王充は儒者の唱える聖人論を「虚」であるとして容赦なく切り捨て、儒者の言う神や聖についてこう述べている。
いわゆる神とは、学ばなくても知ることである。いわゆる聖とは、学んだことによって聖なのだ。『論衡』実知篇
王充は、聖とは神である、すなわち、聖人とは人知では測り知れない超能力の持ち主である。という儒者の考えを否定した。このことは、学ぶことに励めばどんな人でも聖人になれる可能性を示した意味をもつ。聖人は、将来のことをどう知るのかということについて、王充はずば抜けた洞察能力があるわけでもなく、ものごとの兆しや形跡をうかがって、類推しているのである。そして、学ばなくても自力で知り、問わなくても自力で理解する存在は、未だかつていない、とするのである 。
- 論を通じての正しさの希求

論衡なる者は、論の平なり。論衡者、論之平也。『論衡』自紀篇
訳は、論衡とは、論評の天秤という意味である。
これは、書名の意味を示している文章であり、また王充の「論」の立場を端的に言い表している文章である。「平」とは、天秤・はかりの意味である。そして「衡」もはかりを意味することばである。王充が「論」の天秤にかけたのは、世の中の虚と実であった。「論」について述べている王充の文章は、『論じれば則ち之を考えるに心を以てし、之を効すに事を以てし、浮虚の事は、輒ち証験を立つ。』『論衡』（対作篇）論評するばあいは、心で考察し、事実によって明らかにし、うわべばかりのうそに対しては、一つ一つに証拠を立てるのである。ということだ。王充は、「論は是を貴びて華を務めず」（論評は、正しいことを重んじるがうわべのことを気にかけない）『論衡』（自紀篇）とも述べている。王充の使命は、「論」を通じての正しさの希求であった。「平」は、「論」のはかりにかけた時の証拠主義にもとづく公平性の「平」でもある。
- 天は自然で無為である

夫れ天道は、自ら然るなり、為無し。
訳は、そもそも天の在り方は、自然であり、無為である。夫天道、自然也、無為。『論衡』譴告篇
この文章は、このあと、「如し人に譴告すれば、是れ有為にして、自然に非ざるなり」と続く。篇名や、続きの文中にでてくる譴告ということばは、地上の統治者が政治的、倫理的に悪いばあい、天が地上に災害をもたらすことによって、統治者に悔い改めるよう注意を与えることを意味する。この考え方の代表が、前漢時代の董仲舒の天人相関説である。董仲舒の天人相関説では、天は人（統治者）の政治、倫理の善悪によって瑞祥や災異を下す有意志の存在であるとされる。すなわち、天には意志（人格）があり、天にこの世界に対する主宰性を認めるという考え方である。しかし、王充は、天をそのようには捉えなかった。王充は、「天は体なり（天は物体である）」『論衡』（変虚篇、談天篇、祀義篇）と述べている。天が物体であるとの王充の理解は、天と対の関係にある地の状態からの類推によるものであるが、その類推から、結局のところ、「天地は含気の自然なり（天と地は、気を含有する自然物である）」『論衡』（談天篇）と、気の思想家、王充は、天すらも、気で構成される物体であると考えたのである。天が気で構成される物体である以上、天に意志や人格があることなど、到底考えられない。王充にとって、天とは、気の「自然」のはたらきで自律的な運動を行う、人に対して譴告することなどのない無意志の物体でしかなかったのである。すなわち、人と関わりのない天である。

## 気の思想家
王充の思想の特徴は、この世界の森羅万象を気によってとらえた点である。王充は人について、「人気を天よりうけ、気成りて形立つ（人は、気を天から受け、気のはたらきが備われば人の形ができあがる。）」『論衡』（無形篇）と、人は天から受けた気によってその形ができあがることを述べている。これは、まだ母胎にいる時の人の様子を説明したものである。
人で考える場合、人を構成する気それ自体に自己展開するエネルギーがあるのであり、人はその自己展開するエネルギーによって誕生し成長し老化し死滅するという過程をたどるのである。そういうわけで、王充は人を含む様々な生物について述べている。
このように王充に考えでは、人は自己展開するエネルギーによって誕生する、とされた。

## 関連史料
- 『後漢書』巻七十九・王充王符仲長統列伝第三十九
- 『論衡』巻三十・自紀篇第八十五